# Schweizer Bundesverfassung 1848

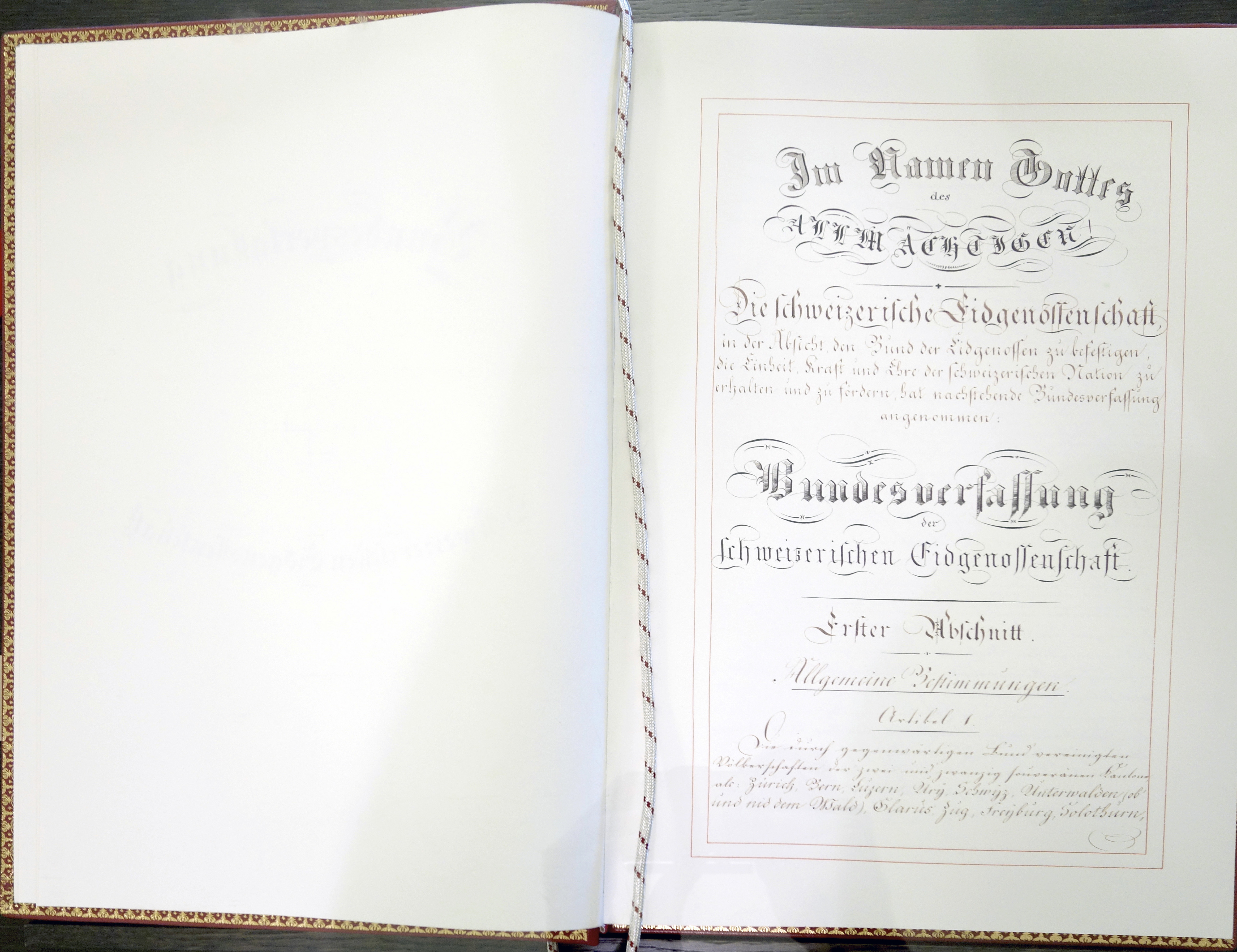
Die erste Seite der Bundesverfassung auf Deutsch

Die Schweizer Bundesverfassung 1848 begründete den Schweizer Bundesstaat in der in den Grundzügen heute noch bestehenden Form. Sie wurde nach dem Ende des Sonderbundskriegs ausgearbeitet und löste den Bundesvertrag von 1815 ab. Die Verfassung bildete die Grundlage des modernen Schweizer Bundesstaates nach den Prinzipien des Föderalismus und der zum damaligen Zeitpunkt repräsentativen Demokratie, die später zu einer direkten Demokratie ausgebaut wurde. Sie setzte den Schlusspunkt unter einen langen und heftigen Konflikt zwischen den massgebenden politischen Bewegungen jener Zeit, den liberalen Freisinnigen und den Katholisch-Konservativen.

## Ausgangslage
Die Tagsatzung der Alten Eidgenossenschaft beschloss am 16. August 1847, eine Kommission zur Revision des Bundesvertrags von 1815 einzusetzen. Am 17. Februar 1848, zweieinhalb Monate nach dem Ende des Sonderbundskriegs, trat die ausschliesslich von Freisinnigen besetzte Revisionskommission im Rathaus zum Äusseren Stand in Bern zu ihrer ersten Sitzung zusammen. Sechs der 23 Kommissionsmitglieder wurden später im neuen Staat in den ersten Bundesrat gewählt. Die Arbeit der von Ulrich Ochsenbein präsidierten Kommission beanspruchte 31 Sitzungen an 51 Tagen und endete am 8. April mit der Präsentation eines Verfassungsentwurfs. Dieser wurde anschliessend den Instanzen der Kantone sowie der Tagsatzung unterbreitet und erfuhr nur wenige Retuschen.

## Inhalt
Im Wesentlichen sah die Bundesverfassung vier Elemente vor:
- Übergang vom Staatenbund zum Bundesstaat, an den die 25 Kantone und Halbkantone einen Teil ihrer Hoheitsrechte abtreten;
- Aufgabenteilung zwischen Bund und Kantonen, wobei der Bund vor allem für die Wahrung der Unabhängigkeit und die Förderung der gemeinsamen Wohlfahrt zuständig ist;
- Prinzip des Föderalismus, das in den Bundesangelegenheiten jedem Kanton eine gleiche Stimme unabhängig von seiner Grösse einräumt;
- Einrichtung einer demokratischen Grundordnung mit Exekutive, Zweikammerparlament, Grundrechten, Gewaltentrennung und freien Wahlen.[3]

Da die Konservativen während des Revisionsprozesses fast vollständig abseits standen und zu keiner gemeinsamen Haltung fanden, konnten sie sich kaum bemerkbar machen. Eine Konfliktlinie entstand jedoch innerhalb des Freisinns zwischen dem etablierten liberalen Zentrum und der radikaleren demokratischen Linken. Letztere war mit dem Entwurf nicht zufrieden und forderte ohne Erfolg die Einführung eines Verfassungsrates. Als die Abstimmung näherrückte, war aber auch in der radikalen Presse ein Stimmungswandel zugunsten der Vorlage festzustellen. Die Befürworter priesen die moderate Zentralisierung der Verfassungsorgane, doch bereits dies ging den Katholisch-Konservativen zu weit. So war abzusehen, dass die meisten Kantone des gewaltsam aufgelösten Sonderbundes die Verfassung ablehnen würden.
Die drei Hauptsprachen der Schweiz, Deutsch, Französisch und Italienisch, wurden zu Nationalsprachen des Bundes bestimmt.

## Ergebnis

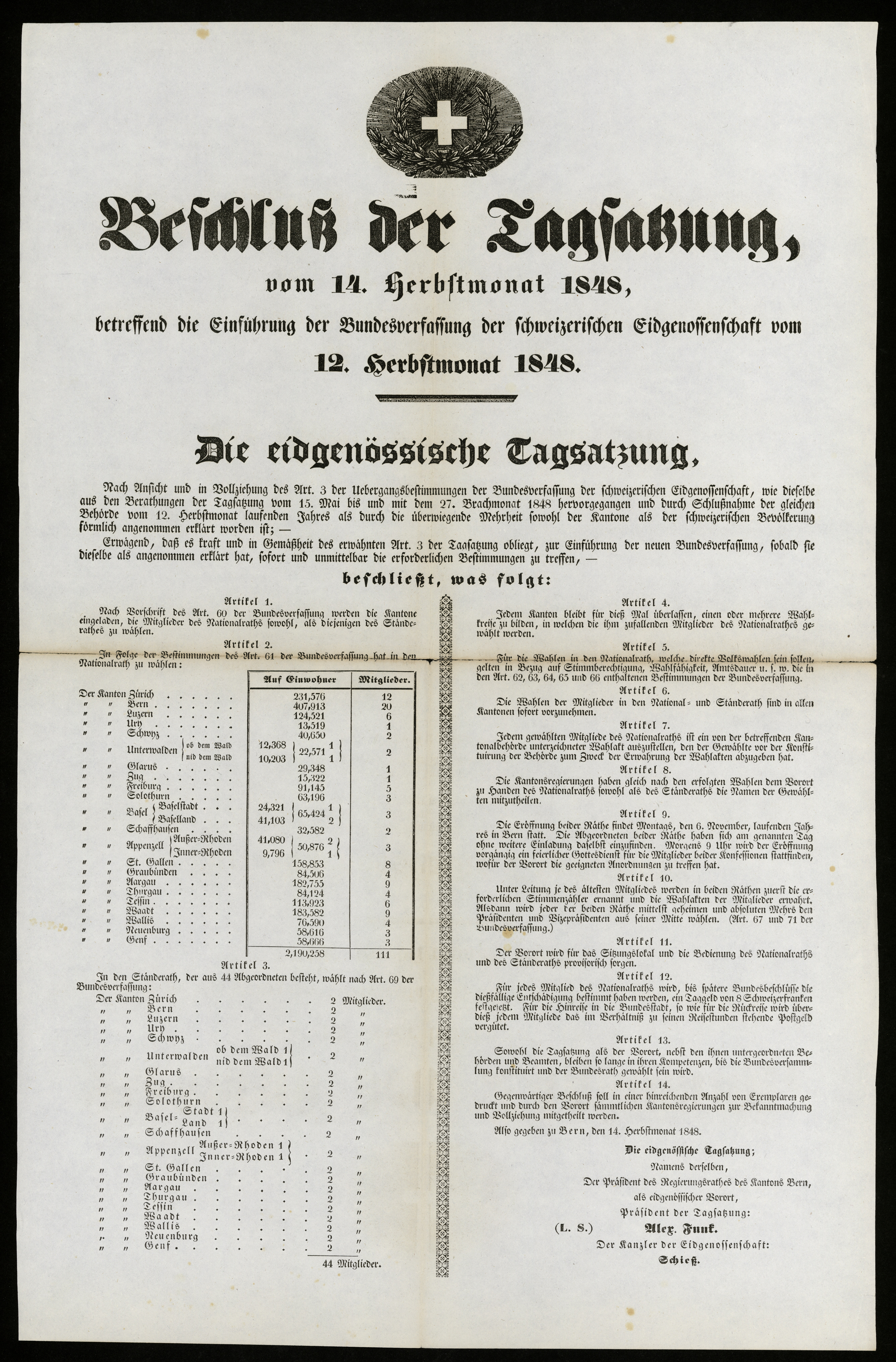
«Beschluss der Tagsatzung vom 14. Herbstmonat 1848, betreffend die Einführung der Bundesverfassung der schweizerischen Eidgenossenschaft vom 12. Herbstmonat 1848» mit Aufruf zur Durchführung der ersten Nationalrats- und Ständeratswahlen

Da es weder ein schweizerisches Staatsvolk noch eine rechtliche Bestimmung über die Durchführung eidgenössischer Volksabstimmungen gab, regelten die Kantone das Verfahren auf unterschiedliche Weise. Nur in 14 Kantonen und zwei Halbkantonen gab es an verschiedenen Tagen im Juli und August 1848 Volksabstimmungen nach heutigem Verständnis. Im Kanton Freiburg entschied der Grosse Rat, im Kanton Graubünden die Mehrheit der Gerichtsgemeinden. In den Kantonen Appenzell Ausserrhoden, Appenzell Innerrhoden, Glarus, Nidwalden, Obwalden und Uri fiel der Beschluss an einer ausserordentlichen Landsgemeinde. Der Kanton Luzern zählte alle Nichtstimmenden zu den Ja-Stimmen.
Am 12. September 1848 erklärte die Tagsatzung, dass die Verfassung «damit angenommen [sei] und als Grundgesetz der Eidgenossenschaft» gelte. Zwei Tage später kam ihr Aufruf zur Durchführung der ersten Nationalrats- und Ständeratswahlen, wobei die Konstituierung des neuen Parlaments bereits für den 6. November 1848 in Bern vorgesehen war. Der alte Bundesvertrag blieb gemäss Artikel 7 der Übergangsbestimmungen noch während dieser Wochen neben der neuen Verfassung in Kraft, bis zur Wahl der ersten sieben Bundesräte durch die erste Bundesversammlung am 16. November 1848.
| Nr. | Stimm- berechtigte | Abgegebene Stimmen | Beteiligung | Gültige Stimmen | Ja      | Nein   | Ja-Anteil | Nein-Anteil | Stände   | Ergebnis |
| --- | ------------------ | ------------------ | ----------- | --------------- | ------- | ------ | --------- | ----------- | -------- | -------- |
| 1   | k. A.              | k. A.              | k. A.       | 199'904         | 145'584 | 54'320 | 72,83 %   | 27,17 %     | 15½ : 6½ | ja       |

- Angenommen in den Kantonen: Aargau, Appenzell Ausserrhoden (½), Bern, Basel-Landschaft (½), Basel-Stadt (½), Freiburg, Genf, Glarus, Graubünden, Luzern, Neuenburg, St. Gallen, Schaffhausen, Solothurn, Thurgau, Waadt, Zürich
- Abgelehnt in den Kantonen: Appenzell Innerrhoden (½), Nidwalden (½), Obwalden (½), Schwyz, Tessin, Uri, Wallis, Zug

## Auswirkungen

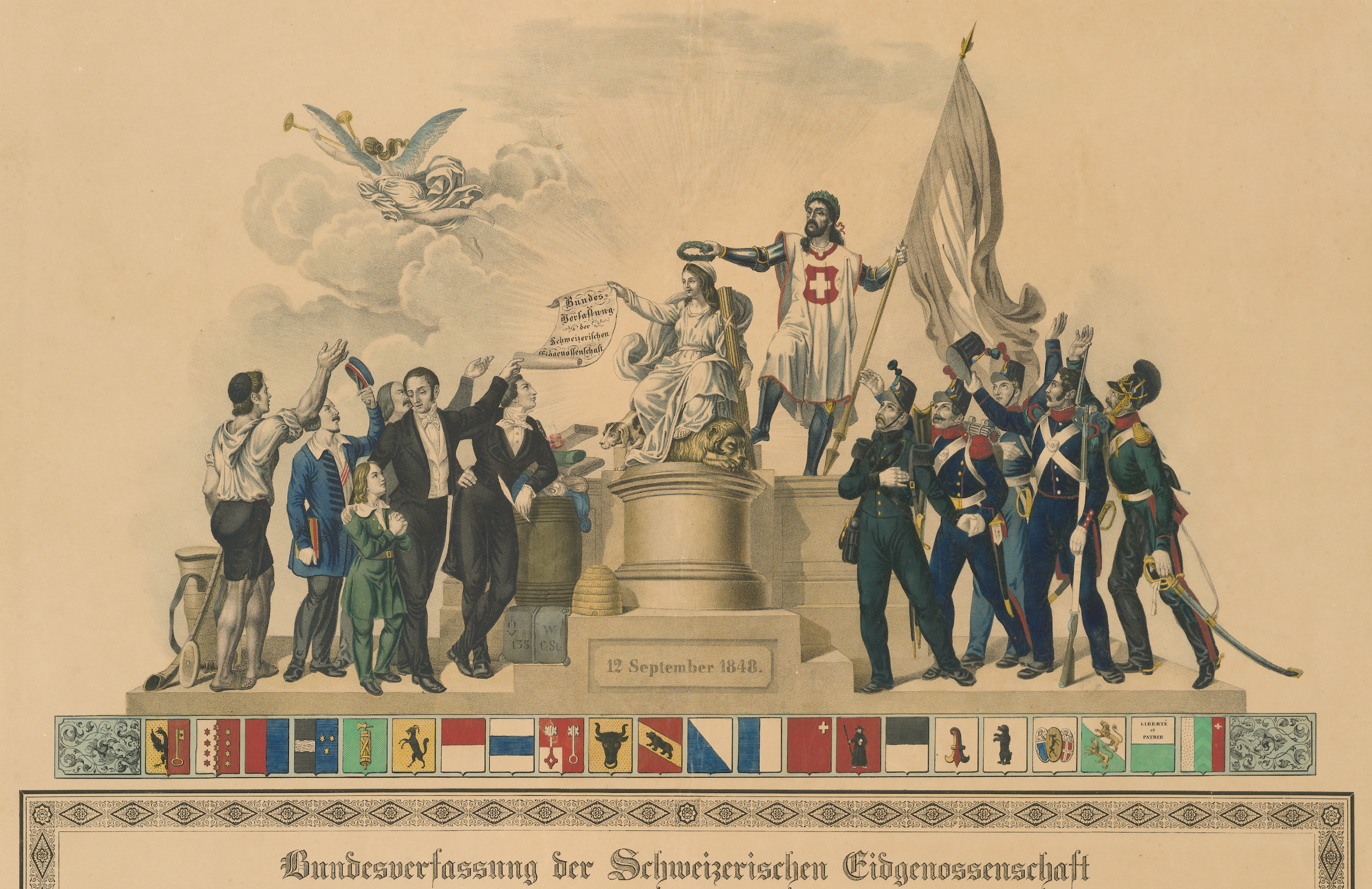
Bundesverfassung mit allegorischer Figurengruppe

Da die Kantone weiterhin souverän blieben und nur eine massvolle Zentralisierung vorgenommen worden war, waren die Befugnisse des Bundesstaates auch mit dieser Verfassung eher bescheiden. Neben der gesamten Aussenpolitik umfassten sie nur das Zoll- und das Postwesen, das Münzregal, die Festlegung von Massen und Gewichten sowie die Errichtung öffentlicher Bauwerke. Auf der anderen Seite behielten die Kantone in vielen Bereichen ihre Kompetenzen über das Zivilrecht, das Strafrecht, das Prozessrecht und die Polizei. Ebenso blieben sie verantwortlich für das Unterrichtswesen, den Verkehr, den grössten Teil des Militärs und die Gesetzgebung über die wichtigsten Wirtschaftszweige.
Nach dem Vorbild der Vereinigten Staaten umfasste die Bundesversammlung zwei gleichberechtigte Kammern. Im Nationalrat waren die Kantone entsprechend ihrer Einwohnerzahl vertreten, die Wahlen fanden alle drei Jahre im Majorzverfahren in unterschiedlich grossen Wahlkreisen statt. In den Ständerat entsandte jeder Kanton zwei Vertreter, die Halbkantone je einen; ihre Wahl erfolgte in den ersten Jahrzehnten ausschliesslich durch die Kantonsparlamente. Dem Beispiel der kantonalen Regenerationsverfassungen folgend, vereinte die Exekutive das Departementsprinzip und das Kollegialitätsprinzip: Die sieben Mitglieder des Bundesrates standen einzelnen Departementen der Bundesverwaltung vor und bildeten als Körperschaft gemeinsam Regierung und Staatsoberhaupt, mit dem Bundespräsident als «primus inter pares». Das Bundesgericht nahm eine sehr schwache Stellung ein und war kein ständiges Gericht mit vollamtllichen Richtern, sondern wurde nur von Fall zu Fall in wenigen, meist zivilrechtlichen Streitsachen einberufen. Die ordentliche Rechtspflege war Sache der Kantone, die Staatsrechtspflege jene des Bundesrates.
Im Unterschied zu heute war die Schweiz damals eine fast rein repräsentative Demokratie. Die Stimmberechtigten konnten den Nationalrat wählen und in sehr seltenen Fällen bei obligatorischen Referenden entscheiden (erstmals 1866), ausserdem konnten 50'000 Stimmberechtigte die Totalrevision der Bundesverfassung verlangen. Etliche Verfassungsbestimmungen betrafen die Erleichterung des Handels und des Personenverkehrs zwischen den Kantonen. Durch die Abschaffung der Zölle im Innern entstand ein Binnenmarkt. Christliche Schweizerbürger erhielten die Niederlassungsfreiheit, die Juden jedoch erst 1866. Auch hob die in der Verfassung verankerte Religionsfreiheit zunächst nur die gegenseitige Diskriminierung von Katholiken und Reformierten in Kantonen mit anderer Mehrheitskonfession auf. Ebenfalls in der Bundesverfassung enthalten war ein Verbot der Todesstrafe für politische Verbrechen sowie die Pressefreiheit.